# Sonja Maria Kröner
Sonja Maria Kröner (* 1979 in München) ist eine deutsche Filmregisseurin.

## Leben
Sonja Maria Kröner wurde 1979 in München geboren. Nach einem Studium in Literaturwissenschaften und Philosophie an der Ludwig-Maximilians-Universität München, studierte sie ab 2003 Drehbuch und Regie an der Hochschule für Fernsehen und Film München, wo sie 2012 mit dem Kurzfilm Zucchiniblüten abschloss.
Im Jahr 2017 erschien Sonja Maria Kröners Langfilmerstling Sommerhäuser, ein Familiendrama, das im Jahr 1976 spielt. Die Rezensentin in der Welt sah in dem Film den möglichen „Beginn einer großen Karriere“; er gewann den Förderpreis Neues Deutsches Kino auf dem Filmfest München und den Drehbuchpreis des Bayerischen Filmpreises.
Sonja Maria Kröner lebt in Dießen am Ammersee mit ihrem Mann und zwei Söhnen.

## Filmografie (Auswahl)
- 2012: Zucchiniblüten (Kurzfilm)
- 2017: Sommerhäuser
- 2024: Pferd am Stiel